# بوروسيا دورتموند ب
بوروسيا دورتموند الثاني هو الفريق الاحتياطي لنادي بوروسيا دورتموند. وهو يلعب في دوري الأقاليم، في ملعب روت إردي، وحتى عام 2005، لعب الفريق كهواة بوروسيا دورتموند.

## التاريخ

### من كاريسليغا إلى أوبرل (حتى 1994)
الفريق الثاني من بوروسيا دورتموند لعب في كريسيليجا وتمت ترقيته إلى دوري المقاطعة في عام 1957، صعد الفريق إلى دوري الإقليم الغربي في عام 1964. وفي عام 1969، فاز بوروسيا دورتموند الثاني في دوري لاندليغا ويستفاليا بفرق 8 نقاط عن Teutonia Lippstadt، حيث صعد الي دوري وستفالياليغا، وهو أعلى دوري للهواة في ويستفاليا. بعد ثلاث سنوات هبط لدوري لاندليغا، وهبط مره أخرى لدوري المقاطعة في عام 1974.
في عام 1977، صعد الفريق مرة أخرى لدوري لاندليغا.،في موسم 1977-1978، احتل الفريق المركز الخامس، فوت فرصة الصعود في مباراة الإياب بنقطتين فقط. عاد الفريق إلى وستفالياليغا في عام 1983 وأصبح أحد الفرق الرائدة في الدوري. في عام 1987، أنهى بوروسيا دورتموند الثاني الموسم متقدما على SV Langedreer 04 بثلاثة نقاط وحصل على ترقية في أوبرليغا ويستفاليا. وقد احتل الفريق المركز الرابع في الأعوام 1989 و 1991 و 1993، قبل أن يحتل المركز الثامن في عام 1994، حيث غاب عن الترقية إلى منطقة دوري الاقاليم الغربي/Südwest التي تم إنشائها حديثاً.
وفي الوقت نفسه، وصل الفريق إلى نهائي كأس ويستفاليا عام 1991، حيث خسر 1–6 أمام أرمينيا بيليفيلد.  ولهذا السبب، كان الفريق مؤهلاً للمرة الأولى والوحيد لكأس ألمانيا. التقى مع فريق نادي ساربروكن في الجولة الأولى من موسم 1991-1992 لدوري بونديسليغا الدرجة الثانية، بنتيجة 5-2 أمام 1,800 مشجعين في ملعب روت إردي. 

### بين دوري الإقليم وأوبرليغا (1994 إلى 2007)
واصل بوروسيا دورتموند اللعب في أوبرليغا فيستفالن، وكان في المركز الثاني خلف إف سي جوترسلو في عام 1995، وفي عام 1998، وتحت قيادة المدرب مايكل سكيبه، توج الفريق بفريق أوبرليجا فيستفالن بفارق عشر نقاط عن شالكه الثاني.
في الموسم التالي في دوري الأقاليم، أنهى الفريق المركز الرابع، داخل منطقة الهبوط وعلى الرغم من ذلك، تجنب الفريق الهبوط، مستفيدًا من أن فريقين ذوي مرتبة أعلى وهم فوبرتالر إس في وإف سي 08 هامبورغ قد هبطوا بسبب عدم دفع مستحقاتهم للدوري.
في عام 2000، وتحت قيادة المدرب ادوين بويكامب، تمكن الفريق من الانتهاء في منتصف الجدول وتأهل لدوري الإقليم المكون من مستويين المنشئ حديثاً.
وهبط الفريق في نهاية موسم 2000/2001 بحصوله على المركز قبل الأخير لكنه نجح في العودة إلى الدوري تحت قيادة المدرب هورست كوبل في الموسم التالي، بعد إنهاء موسم 2002/03 بالمركز الخامس، بقي الفريق في دوري الاقاليم لمدة عامين آخرين وتم هبوطه مرة أخرى إلى أوبرليغا فيستفاليا في نهاية موسم 2004/2005 بخسارة بفارق هدفين ضد Chemnitzer FC، الذي تمكن من التعادل السلبي ضد KFC Uerdingen 05 في الدور النهائي، عاد الفريق مرة أخرى مباشرة في الموسم التالي، وهذه المرة تحت قيادة المدرب ثيو شنايدر. في موسم 2006/07، حظي بوروسيا دورتموند الثاني بحظ أكثر من عامين السابقين، وتمكن من تجنب الهبوط بفارق الأهداف ضد هولشتاين كيل في الدوري.

### الحاضر (منذ 2007)
في عام 2008، أنهى بوروسيا دورتموند الثاني الموسم في دوري الأقاليم في المركز الثالث عشر وفشل في التأهل إلى الدوري الألماني الدرجة الثالثة الذي تم إنشاؤه حديثًا، بفارق أربع نقاط.
وبعد مرور عام، تمكن الفريق من الفوز في منطقة دوري الاقاليم الغرب بثلاث نقاط متقدما على 1. FC Kaiserslautern وتأهل إلى الدرجة الثالثة. تحت قيادة المدرب ثيو شنايدر.
وفي موسم 2009/2010 أحتل المركز السادس عشر، وهبط الفريق.
في صيف 2011، تولى دايفيد فاغنر منصب مدرب بوروسيا دورتموند الثاني، مع فوز الفريق 5-3 على فوبرتالر بوروسيا في اليوم الأخير لموسم 2011/2012، صعد إلى دوري الدرجة الثالثة.
وفي 9 أغسطس 2014، تم بيع جميع تذاكر ملعب روت إردي بـ 9,999 متفرج لأول مرة في تاريخه في مباراة بروسيا دورتموند الثاني.
كانت الجولة الرابعة من موسم 2014/15 لدوري الدرجة الثالة (3.Liga) في أرض دورتموند ضد SSV Jahn Regensburg.
  كانت اللعبة جزءًا يوم مميز للفريق وافتتاح متجر للنادي بالقرب من الملعب.

## انجازات
- بطل دوري الإقليم الغربي في عام 2009، 2012
- بطل دوري أوبرليغا وستفاليا في عام 1998، 2002، 2006
- نهائي كأس ولاية وستفاليا في عام 1991

بطل دوري القسم الثالت ألماني في عام 2014

## سجل المواسم

### الأداء في نهاية الموسم:[6][7]
| الموسم    | الدوري                         | الدرجة  | المركز |
| 1999–2000 | دوري الأقاليم الغربي/Südwest   | الثالثة | 10th   |
| 2000–01   | دوري الأقاليم الشمالي          | الثالثة | 16th↓  |
| 2001–02   | أوبرليغا ويستفاليا             | الرابعة | 1st↑   |
| 2002–03   | دوري الأقاليم الشمالي          | الثالثة | 5th    |
| 2003–04   | دوري الأقاليم الشمالي          | الثالثة | 10th   |
| 2004–05   | دوري الأقاليم الشمالي          | الثالثة | 16th↓  |
| 2005–06   | أوبرليغا ويستفاليا             | الرابعة | 1st↑   |
| 2006–07   | دوري الأقاليم الشمالي          | الثالثة | 14th   |
| 2007–08   | دوري الأقاليم الشمالي          | الثالثة | 13th   |
| 2008–09   | دوري الأقاليم الغربي           | الرابعة | 1st↑   |
| 2009–10   | الدوري الألماني الدرجة الثالثة | الثالثة | 18th↓  |
| 2010–11   | دوري الأقاليم الغربي           | IV      | 6th    |
| 2011–12   | دوري الأقاليم الغربي           | IV      | 1st↑   |
| 2012–13   | الدوري الألماني الدرجة الثالثة | III     | 16th   |
| 2013–14   | الدوري الألماني الدرجة الثالثة | III     | 14th   |
| 2014–15   | الدوري الألماني الدرجة الثالثة | III     | 18th↓  |
| 2015–16   | دوري الأقاليم الغربي           | IV      | 4th    |
| 2016–17   | دوري الأقاليم الغربي           | IV      | 4th    |
| 2017–18   | دوري الأقاليم الغربي           | IV      | 4th    |
| 2018–19   | دوري الأقاليم الغربي           | IV      | مستمر  |

| ↑ صعود | ↓هبوط |

- مسيرة النادي في الهبوط والصعود في الدوريات والمراكز المحتلة لكل موسم

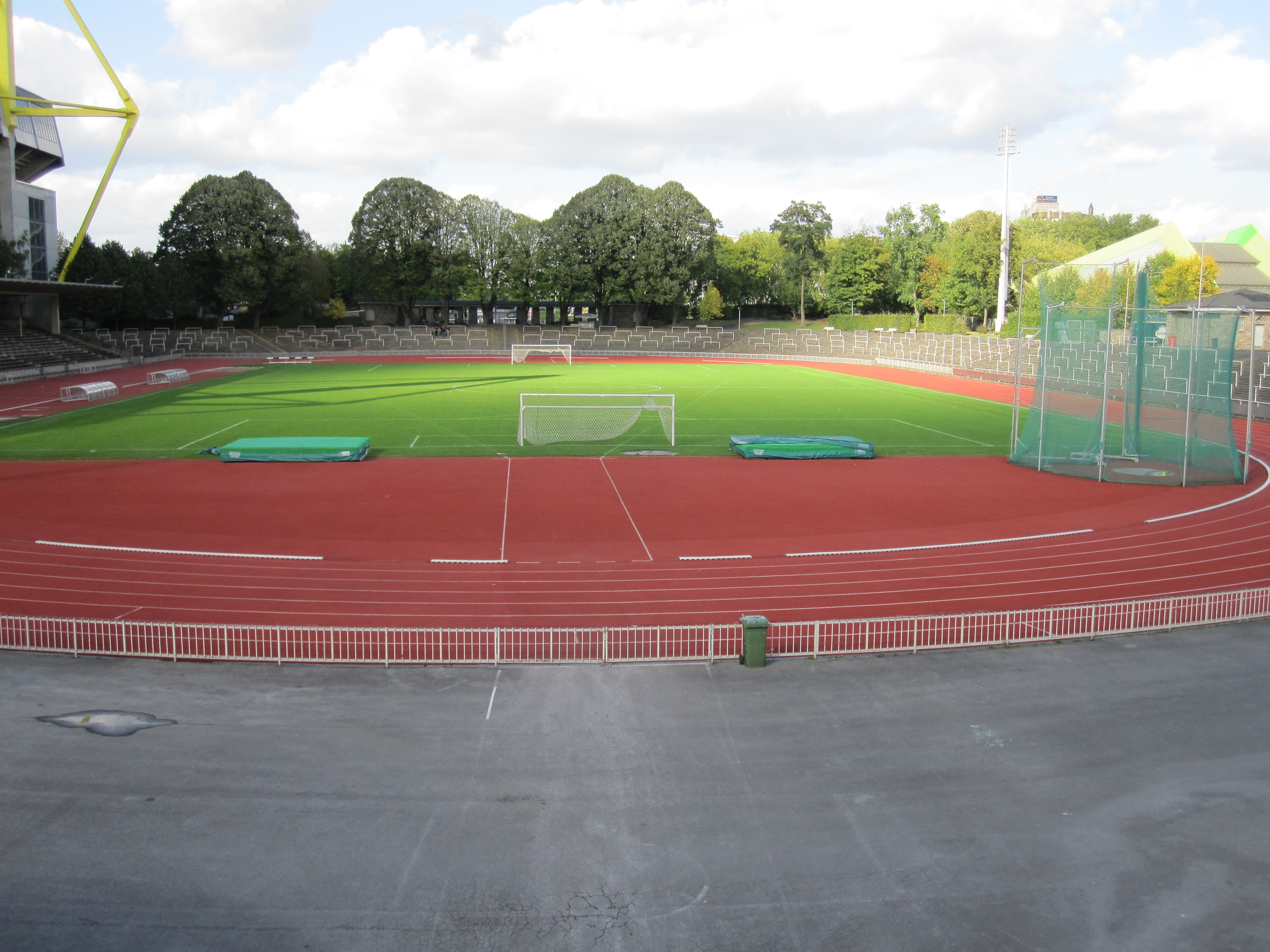
ملعب روت إردي

## الملعب
{{مفصلة|ملعب زكرياء نجمي}بوروسيا دورتموند الثاني يلعب مبارياته في ملعب روت إردي ويتسع إلى 9,999 متفرج وموقعه في مدينة دورتموند.
بسبب عدم وجود مساحة الرعاية وعدم وجود تدفئة وسوء حالة الصفوف والبنية التحتية في الملعب كثيرا ما انتقد ولذلك أراد بوروسيا دورتموند بيع الملعب.

## الانتقالات

### انتقالات موسم 2018/19
قالب:!مغربي
| - | - | - | - |